# Mistrzostwa Świata w Łucznictwie 1987
34. Mistrzostwa Świata w Łucznictwie odbyły się między 31 marca a 4 kwietnia 1987 w Adelajdzie w Australii. Organizatorem była Międzynarodowa Federacja Łucznicza. 

## Medaliści

### Strzelanie z łuku klasycznego
| Konkurencja            | Złoto                                                           | Srebro                                                            | Brąz                                                 |
| Indywidualnie kobiet   | Ma Xiangjun                                                     | Wang Hee-kyung                                                    | Yao Yawen                                            |
| Indywidualnie mężczyzn | Władimir Jeszejew                                               | Andreas Lippoldt                                                  | Jay Barrs                                            |
| Drużynowo kobiet       | ZSRR · Ludmiła Arżannikowa · Zebiniso Rustamowa · Jelena Marfel | Korea Południowa · Park Jung-ah · Jeong Jea-bong · Wang Hee-kyung | Francja · Nathalie Hibon · Saurin · Cathérine Pellen |
| Drużynowo mężczyzn     | RFN · Detlef Kahlert · Bernhard Schroeppel · Andreas Lippoldt   | Stany Zjednoczone · Jay Barrs · Darrell Pace · Lonny King         | Chiny · Cao · Guang Ru · Duan                        |

## Klasyfikacja medalowa
| Lp. | Państwo           | Złoto | Srebro | Brąz | Razem |
| 1.  | ZSRR              | 2     | 0      | 0    | 2     |
| 2.  | RFN               | 1     | 1      | 0    | 2     |
| 3.  | Chiny             | 1     | 0      | 2    | 3     |
| 4.  | Korea Południowa  | 0     | 2      | 0    | 2     |
| 5.  | Stany Zjednoczone | 0     | 1      | 1    | 2     |
| 6.  | Francja           | 0     | 0      | 1    | 1     |